# 隋覺先命案
隋覺先命案發生於1990年7月，是一起因凌虐致死的台灣軍中人權事件。

## 事件經過
隋覺先是聯勤202兵工廠的士官，1990年6月曾因遭受苛薄待遇而曠職5天。7月時，隋覺先被關禁閉，並被送入陸軍明德班管訓，次日暴斃。法醫楊日松驗屍後確定為他殺。調查後發現：隋覺先在明德班中遭五憲兵虐待，被要求站在水盆裡，然後被兩萬伏特的電擊棒電擊，彈起後摔落地面死亡。立法委員趙少康接獲隋覺先的父親陳情，並在立法院中質詢行政院長郝柏村，郝柏村親自向受害者家屬道歉。